# Deutsche Arbeiter-Marseillaise
Die Deutsche Arbeiter-Marseillaise (auch nach der ersten Textzeile als Wohlan, wer Recht und Wahrheit achtet bekannt) ist ein Lied und wurde im Jahre 1864 von Jacob Audorf für den Allgemeinen Deutschen Arbeiterverein (ADAV) zur Melodie der Marseillaise geschrieben.
Wohlan, wer Recht und Wahrheit achtet,
zu unsrer Fahne steh allzuhauf!
Wenn auch die Lüg uns noch umnachtet,
bald steigt der Morgen hell herauf!
Ein schwerer Kampf ist’s den wir wagen,
zahllos ist unsrer Feinde Schar.
Doch ob wie Flammen die Gefahr
mög über uns zusammenschlagen,
Refrain
nicht fürchten wir den Feind,
stehn wir im Kampf vereint!
Marsch, marsch, marsch, marsch
und sei’s durch Qual und Not,
für Freiheit, Recht und Brot!
Von uns wird einst die Nachwelt zeugen,
schon blickt auf uns die Gegenwart.
Frisch auf, beginnen wir den Reigen,
ist auch der Boden rau und hart.
Schließt die Phalanx in dichten Reihen!
Je höher uns umrauscht die Flut,
je mehr mit der Begeisterung Glut
dem heiligen Kampfe uns zu weihen,
Refrain
Auf denn, Gesinnungskameraden,
bekräftigt heut aufs neu den Bund,
dass nicht die grünen Saaten
gehn vor dem Erntefest zugrund,
Ist auch der Säemann gefallen,
in guten Boden fiel die Saat,
uns aber bleibt die kühne Tat,
heil aber bleibt die Tat,
heilges Vermächtnis sei sie allen.
Refrain
Zur Totenfeier Ferdinand Lassalles wurde der Refrain umgeschrieben:
Nicht zählen wir den Feind,
nicht die Gefahren all!
Marsch, marsch, marsch, marsch
Der kühnen Bahn nun folgen wir,
die uns geführt Lasalle!
Darüber hinaus existieren noch verschiedene Varianten des Textes, bereits der Verfasser hatte sich wiederholt beklagt, dass sein ursprünglicher Text verändert und in abweichender Form publiziert wurde.